# Herb Liechtensteinu
Herb Liechtensteinu (niem. Staatswappen des Fürstentums Liechtenstein) – jeden z symboli narodowych Księstwa Liechtenstein. Aktualny wygląd herbu definiuje Ustawa o herbie, barwach, pieczęci i symbolach Księstwa Liechtensteinu z 1982 roku. Herbem Liechtensteinu jest herb rodziny panującej w Księstwie od 1712 roku – Liechtensteinów. Obowiązująca obecnie wersja jest zmodernizowanym herbem z 1623 roku. 

## Wygląd[1]

### Herb wielki
Herb jest tarczą czwórdzielną, dzieloną w krzyż z tarczą sercową i tarczą pępkową.
Na pierwszym polu znajduje się orzeł śląski – koronowany czarny orzeł w złotym polu ze srebrną przepaską na skrzydłach z białym krzyżem pośrodku i zwieńczoną trójlistnymi koniczynami.
W drugim polu znajduje się herb wymarłej w 1594 roku, rodziny Kueringer – żółto-czarne pasy z koroną rucianą. Herb ten jest podobny do herbu Saksonii i jest z nimi często mylony, odróżnia je jednak układ pasów, albowiem w herbie Saksonii pierwszy pas jest czarny, a w herbie Kueringer złoty. Herb Kueringer został przekazany Liechtensteinom przez cesarza Ferdynanda II w 1620 roku.
W trzecim polu znajduje się herb Księstwa Opawskiego (Troppau) – tarcza podzielona w słup w pierwszym polu czerwona, w drugim biała. Liechtensteinowie byli właścicielami księstwa od 1613 do 1918 roku, ale nadal mają prawa do herbu.
W czwartym polu znajduje się herb Wschodniej Fryzji, a właściwie rodu Rietberg – koronowany czarny orzeł w złotym polu ze srebrną głową kobiety. Ród książęcy ma niepewne prawa do herbu Rietberg od 1719 roku., wynikające z małżeństwa hrabiny Agnes z Rietberg z Gundakarem Liechtenstein.
Tarcza sercowa to herb rodu książęcego von Liechtenstein – tarcza podzielona w pas w pierwszym polu złota, w drugim czerwona.
Tarcza pępkowa to herb Księstwa Karniowskiego – złoty róg myśliwski na złotym sznurze, na niebieskiej tarczy. Do tego herbu Liechtensteinowie mają prawa od 1623 roku, kiedy cesarz Ferdynand II sprzedał księstwo Karolowi I.
Tarcza herbu jest otoczona płaszczem gronostajowym podszytym purpurą zwieńczonym mitrą książęcą.

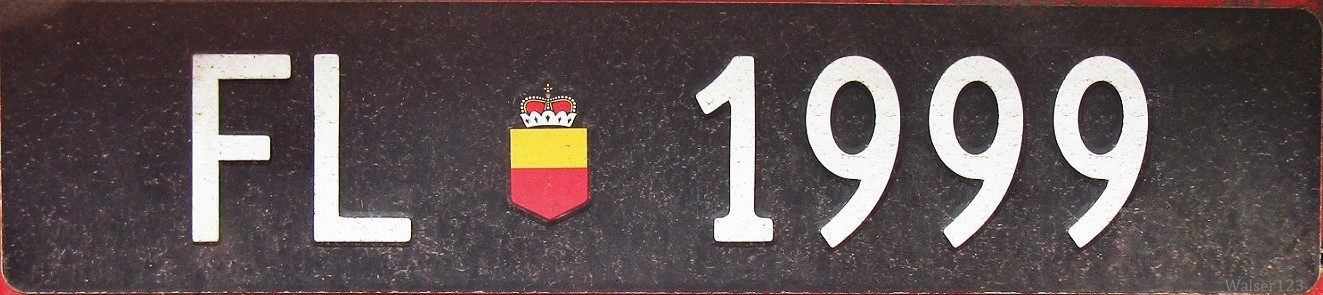
Tablica rejestracyjna z herbem małym.

### Herb mały
Herb mały księstwa Liechtensteinu to tarcza dzielona w pas, pierwsze pole złote, a drugie pole czerwone. Herb jest zwieńczony koroną książęcą. Herb mały jest wykorzystywany np. na rejestracjach samochodowych.